# هندسة البث
هندسة البث (بالإنجليزية: Broadcast engineering)‏ هي إحدي مجالات الهندسة الكهربائية وهندسة الحاسب وتكنولوجيا المعلومات، وتتناول البث الإذاعي والتلفزيوني. ويُعتبر كل من هندسة الصوت وهندسة الترددات الراديوية أجزاء أساسية من هندسة البث، كونهم مجموعات فرعية للهندسة الالكترونية.
هندسة البث تشمل كلا من نهاية الاستوديو وجهاز الإرسال (سلسلة الإرسال بالكامل)، فضلا عن البث عن بعد. كل محطة لديها مهندس بث، على الرغم من أن مهندس واحد قد يخدم مجموعة المحطة بأكملها.